# Ґаві-Чешме
Ґаві-Чешме (перс. گوي چشمه) — село в Ірані, у дегестані Гакімабад, в Центральному бахші, шахрестані Зарандіє остану Марказі. За даними перепису 2006 року, його населення становило 39 осіб, що проживали у складі 8 сімей.

## Клімат
Середня річна температура становить 16,05°C, середня максимальна – 34,56°C, а середня мінімальна – -6,10°C. Середня річна кількість опадів – 225 мм.
| Клімат поселення                              | Клімат поселення | Клімат поселення | Клімат поселення | Клімат поселення | Клімат поселення | Клімат поселення | Клімат поселення | Клімат поселення | Клімат поселення | Клімат поселення | Клімат поселення | Клімат поселення | Клімат поселення |
| Показник                                      | Січ.             | Лют.             | Бер.             | Квіт.            | Трав.            | Черв.            | Лип.             | Серп.            | Вер.             | Жовт.            | Лист.            | Груд.            |                  |
| Середній максимум, °C                         | 10,74            | 13,26            | 17,82            | 24,46            | 29,37            | 33,98            | 34,56            | 33,79            | 29,88            | 23,49            | 17,02            | 10,67            |                  |
| Середня температура, °C                       | 2,34             | 4,84             | 9,40             | 16,04            | 20,96            | 25,56            | 28,58            | 27,80            | 23,92            | 17,50            | 11,04            | 4,68             |                  |
| Середній мінімум, °C                          | −6,1             | −3,58            | 0,98             | 7,62             | 12,54            | 17,15            | 22,60            | 21,82            | 17,93            | 11,53            | 5,05             | −1,3             |                  |
| Норма опадів, мм                              | 33               | 32               | 41               | 28               | 21               | 3                | 1                | 1                | 1                | 12               | 21               | 31               |                  |
| Середньомісячна швидкість вітру, м/с          | 1.48             | 2.08             | 2.59             | 3.04             | 2.84             | 2.72             | 2.80             | 2.70             | 2.30             | 2.12             | 1.77             | 1.56             |                  |
| Середньомісячна сонячна радіація, кДж/м²·день | 9401             | 12125            | 14674            | 18202            | 22160            | 26224            | 25813            | 23659            | 20103            | 14855            | 11005            | 8939             |                  |
| --------------------------------------------- | ---------------- | ---------------- | ---------------- | ---------------- | ---------------- | ---------------- | ---------------- | ---------------- | ---------------- | ---------------- | ---------------- | ---------------- | ---------------- |
| Джерело:                                      |                  |                  |                  |                  |                  |                  |                  |                  |                  |                  |                  |                  |                  |